# Jules Miramond
Pour les articles homonymes, voir Miramond.
Jules Miramond, né le 25 juillet 1914 à Cette et mort dans la même ville le 21 janvier 2006, est un joueur et un entraîneur de football français, actif des années 1930 aux années 1970. Durant sa carrière de joueur, il évolue au poste de gardien de but.

## Biographie
Jules Miramond naît le 25 juillet 1914 à Cette,.
Il joue au Racing Club de Roubaix, en Division 1, lorsqu'il rejoint le Stade rennais lors de la saison 1937-1938. Miramond parvient à y supplanter le gardien de but titulaire, William Bambridge, jouant son premier match sous les couleurs rennaises le 27 février 1937, lors d'un déplacement sur le terrain du Toulouse FC. Au total, il joue dix-neuf rencontres de Division 2 pour sa première saison rennaise. Titulaire durant toute la saison 1938-1939, il participe pleinement au bon parcours du club breton, qui parvient à obtenir sa remontée dans l'élite, terminant à la deuxième place du classement derrière le Red Star. En 1939, alors que la Seconde Guerre mondiale éclate, Jules Miramond rejoint l'AS Saint-Étienne. Après la libération de la France il joue ensuite sous les couleurs du FC Sète entre 1944 et 1946, puis deux années supplémentaires avec le SO Montpellier.
Par la suite, Jules Miramond devient entraîneur. De 1971 à 1974, il dirige l'Athlétic Club cambrésien, qui évolue alors en Division 2. Puis, il entraîne le club de sa ville natale, le FC Sète, lors de la saison 1976-1977, toujours en Division 2.
Il meurt le 21 janvier 2006 à Sète.

## Statistiques
| Saison                | Club                  | Championnat           | Championnat | Championnat | Coupe(s) nationale(s) | Coupe(s) nationale(s) | Total | Total |
| Saison                | Club                  | Division              | M.          | B.          | M.                    | B.                    | M.    | B.    |
| 1937-1938             | Stade rennais UC      | Division 2            | 19          | 0           | 0                     | 0                     | 19    | 0     |
| 1938-1939             | Stade rennais UC      | Division 2            | 39          | 0           | 5                     | 0                     | 44    | 0     |
| Total sur la carrière | Total sur la carrière | Total sur la carrière | 58          | 0           | 5                     | 0                     | 63    | 0     |